# Brasserie de la Frise
La brasserie de la Frise est une ancienne brasserie de bière, historiquement l'une des plus importantes du département de l'Isère, aux bâtiments de production, aujourd'hui disparus, situés à Grenoble, entre la rue du Polygone (actuelle rue Pierre-Semard), la place Firmin-Gautier et la rue de la Frise, d'où elle tire son nom. 
Créée dans les années 1830, elle prend les statuts de société anonyme en 1891 jusqu'à l'arrêt de sa production en 1957. À la suite de la démolition de l'usine en 1987, la zone devient le quartier d'affaires Europole.

## Historique
Créée dans les années 1830 par l'industriel Jean-Baptiste Brun, la brasserie quitte quelques années plus tard le centre-ville de Grenoble pour aller s'établir en rase campagne dans des locaux plus vastes et mieux adaptés au lieu-dit de la Frise à Fontaine. Autour du houblon et de l'orge, une vingtaine d'ouvriers s'activent chaque jour dans les différents ateliers. En 1860, cette zone devient grenobloise à la suite de l'annexion de tous les terrains le long du Drac sous la municipalité d'Eugène Gaillard. 
En 1883, époque où il est de bon ton de s'attabler aux terrasses chic des cafés et de commander une « Frise » bien fraîche, l'établissement prend le nom de Brasserie Brun père et fils. Mais face à des difficultés financières, la famille Brun composée de quatre garçons, vend son fonds de commerce à un groupe d'hommes d'affaires grenoblois en 1891, qui fondent la Société anonyme des brasseries de la Frise à Grenoble au capital de 500 000 francs. Avec cet apport d'argent, la Brasserie de la Frise va prospérer et connaître une grande notoriété régionale. Le site devient d'autant plus intéressant qu'en 1895, le cours Berriat tout proche est desservi par la première ligne de tramway de Grenoble, la ligne Grenoble-Veurey. À cette époque, sa principale concurrente est la Brasserie de Saint-Robert installée à Saint-Égrève dont la mort accidentelle en 1896 de l'un des deux actionnaires va bouleverser Grenoble puisqu'il s'agissait de son maire Félix Poulat.

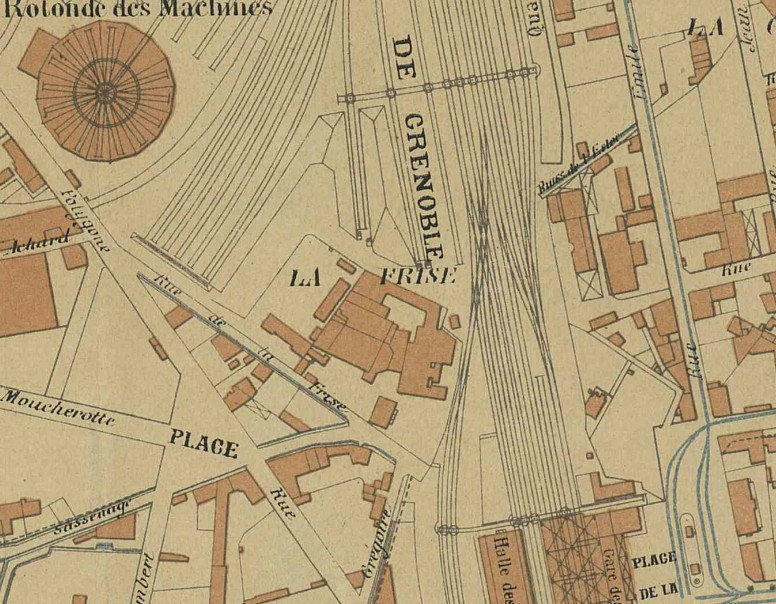
Plan du quartier de la Frise en 1902.

Installée au lieu-dit de la Frise, la brasserie conserve néanmoins des locaux "en ville" comme l'atteste l'en tête des lettres situant le bureau de ville au 4, boulevard Édouard-Rey après sa nouvelle dénomination en 1902. Le premier directeur mis en place par les actionnaires a été M. Marx qui dirigea l'établissement jusqu'en 1897. Amédée Tauveron lui succède et assurera la direction jusqu'en 1939. Avec de nouvelles ambitions commerciales, la brasserie de la Frise produit en 1903, 20 000 hectolitres de bière sur l'ensemble du bassin grenoblois.
La structure architecturale de la brasserie se composait ainsi : une malterie rue Abbé-Grégoire où l'on entrepose orge et houblon importés de l'est de la France, les écuries pour les 19 chevaux nécessaires au transport, les opérations de brassage, de fermentation et de mise en bouteille (canetterie) se déroulaient en face dans les locaux du 2, rue de la Frise, reconnus à ses trois grandes cheminées industrielles. L'affinage de la bière avait lieu dans des caves dites « de garde » situées à Eybens, rue des Arraults. Ces caves souterraines creusées dans le flanc nord du coteau de la Frange Verte couvrent une superficie de 1 000 m2 et une température de 0° y était maintenue toute l'année grâce à des blocs de glace introduits à l'intérieur par une trémie prévue à l'arrière, sur le sommet du coteau. Ces blocs de glace étaient fabriqués durant l'hiver sur un terrain situé au bas de la commune d'Eybens et appartenant à la Société de la Frise. Ce champ était inondé au début de l'hiver et une fois la glace prise, elle était débitée en blocs et acheminée par chars à bœufs sur le coteau de la Frange verte.

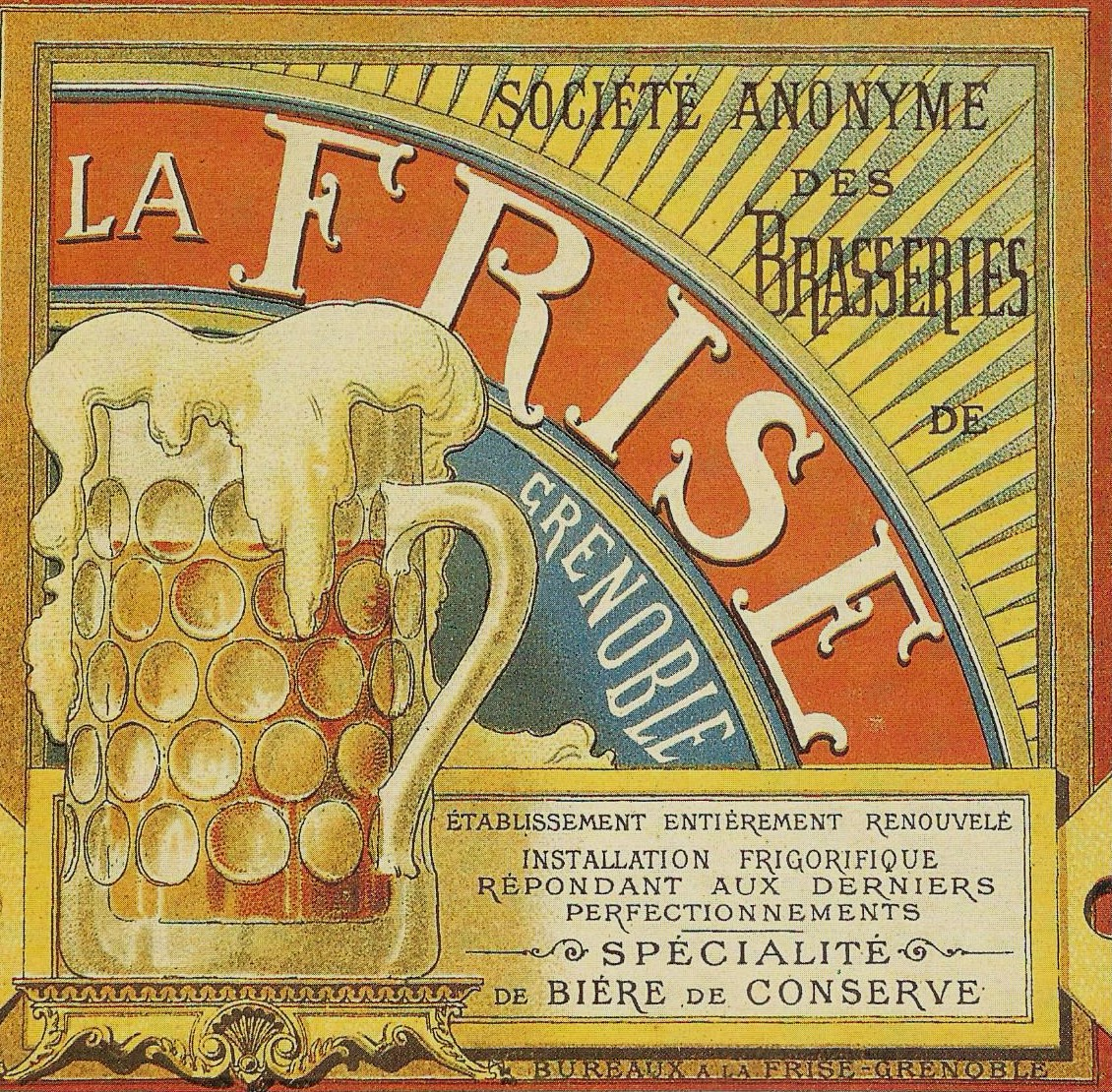
Réclame pour la bière de la Frise

Amédée Tauveron, aidé par son fils Paul, va faire prendre une ampleur régionale à la brasserie de la Frise à partir de 1920, fournissant toute la région de Grenoble, le nord-Isère et la vallée du Grésivaudan jusqu'à Chambéry. De 1926 à 1939, la production annuelle s'élevait à 30 000 hectolitres. Au plus fort de la saison, la brasserie compte soixante-dix ouvriers, dont plus de la moitié sont employés à la canetterie. Pour ses livraisons, l'entreprise achète en 1932 ses premiers camions automobiles en remplacement des voitures à chevaux.

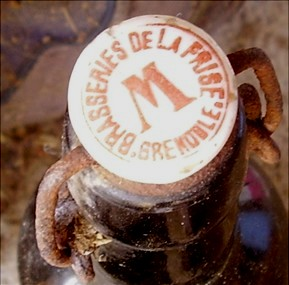
Capsule de bouteille de la brasserie

Bernard Pigeon succéda à Amédée Tauveron en 1938, mais ralenti dans sa production et ses ventes par la Seconde Guerre mondiale
, il diversifia son entreprise sur la distribution de boissons et de bières en créant le Comptoir alpin de boissons. Afin de développer cette seconde activité, il transforma les anciennes écuries en chambres froides et avec le rachat d'une entreprise d'embouteillage en 1950, la brasserie mit en bouteilles la boisson Coca-Cola.
Malgré la concurrence des brasseurs alsaciens et lyonnais, la production se maintient jusqu'en 1955, année du décès prématuré de Bernard Pigeon. Le Commandant Maurice Bonnet (1882-1968), entouré du conseil d'administration, assure la direction de cette société jusqu'en 1957, année où Pierre Collin-Dufresne, administrateur de la société anonyme de la Frise en devient président.
La production de bière s'arrête en 1957, après l'échec de pourparlers en vue du rachat de la société par la brasserie Jorcin de Chambéry. C'est la brasserie Le Phénix de Marseille qui acquit le fonds de commerce de la brasserie de la Frise et créa une nouvelle société de distribution de boissons. Après la vente, Pierre Collin-Dufresne resta président de la Société commerciale et foncière de la Frise. Cette société loua ses locaux à différentes activités jusqu'en 1987, année de leur démolition.
La Société continue d'exister en Foncière de la Frise, dont le siège est toujours à l'adresse initiale au 13 rue Pierre Semard à Grenoble.

## Le site actuel
Il existe encore une rue de la Frise dans le quartier d'affaires Europole, le long de la gare de Grenoble, mais elle a été redressée lors de la construction de ce quartier afin d'épouser les contours du World Trade center Grenoble et permettre ainsi une voie de circulation entre cet édifice et son voisin, Grenoble École de management.

## La Brasserie des Cuves
La Brasserie des Cuves à Sassenage qui fabrique des bières artisanales fabrique une bière nommée La Frise en hommage à l'ancienne brasserie grenobloise avec une recette inspirée par les matières premières de l’époque, telles que le malt d’épeautre et les houblons Alsaciens.